# Oligonychus bambusae
Oligonychus bambusae är en spindeldjursart som beskrevs av Karuppuchamy och Mohanasundaram 1988. Oligonychus bambusae ingår i släktet Oligonychus och familjen Tetranychidae. Inga underarter finns listade i Catalogue of Life.